# Човекът от джунглата
„Човекът от джунглата“ или също „Джордж от джунглата“ (на английски: George of the Jungle) е американски игрален филм, приключенска комедия, от 1997 година на режисьора Сам Уайсман, базиран на едноименния анимационен сериал на Джей Уорд от 1967 г., който е комедийна адаптация по мотиви от „Тарзан“ на Едгар Райс Бъроуз. Продуциран е от: Walt Disney Pictures, Mandeville Films и The Kerner Entertainment Company.
В главните роли са: Брендън Фрейзър, Лесли Ман, Томас Хейдън Чърч, Холанд Тейлър, Ричард Раундтрий, Джон Клийз, Кели Милър и др.

## В България
В България първоначално е издаден на VHS от „Александра Видео“ през 2000 г.
През 2011 г. се излъчва по TV7 с български дублаж. Екипът се състои от:
| Озвучаващи артисти  | Даниела Йорданова Биляна Петринска Иван Танев Камен Асенов Виктор Танев |
| Преводач            | Венета Маринова                                                         |
| Тонрежисьор         | Венислава Аргова                                                        |
| Режисьор на дублажа | Красимир Куцупаров                                                      |

През 2016 г. се излъчва и по HBO с дублаж на Доли Медия Студио. Екипът се състои от:
| Озвучаващи артисти | Елена Бойчева Мина Костова Светломир Радев Иван Велчев Петър Бонев |

Продължението „Човекът от джунглата 2“ излиза на DVD през 2003 г.,